# Tullie Moneuse
Tullie Moneuse ou Tullie Blum, noms de plume de Marie Adelaïde Caignet, née le 6 avril 1804 (16 germinal an XII) à Gray (Haute-Saône) et morte le 11 mai 1875 à Paris, est une femme de lettres française.

## Biographie
Née Marie Adelaïde dite Tullie Caignet, elle écrivait sous le nom de plume Tullie Moneuse puis Tullie Blum. Elle épouse en premières noces Bernard Gilles Moneuse le 30 juin 1825 et devient ainsi la belle-sœur de Catherine Mélanie Moneuse, qui donnera naissance à Gustave Eiffel. Le couple aura en 1826 une fille appelée Marie Catherine Adélaïde dite Alice mais Tullie Caignet demandera le divorce en 1833, après que son mari pharmacien avait essayé de l'assassiner à plusieurs reprises,. Elle se remarie ensuite avec Auguste Blum.
Sa fille Alice Moneuse (1826-1880), épouse de Joseph Émile Zéphirin Amiel (1824-1897), professeur de l'université et conseiller général de la Côte-d'Or fut l'amie intime du poète Sully Prudhomme avec qui elle entretiendra une correspondance de 15 ans de 1865 à sa mort. Elle était « une femme d'une rare distinction d'esprit dont l'auteur des Solitudes goûtait tout particulièrement les conseils[réf. nécessaire]. »
Tullie Caignet est l'arrière grand-mère d'Alice Julie Catherine Mayeur (1873-1930) qui fut l'épouse du ministre bibliophile Louis Barthou.
Elle est inhumée à Paris au cimetière du Père-Lachaise (90e division. Sa tombe était ornée d'un médaillon en bronze la représentant, réalisé par Auguste Préault en 1875, volé avant 1981. Un exemplaire de ce médaillon est conservé à Paris au musée Carnavalet. À ses côtés reposent sa petite-fille Adelaïde Catherine Marguerite Amiel (1848-1940) et l'époux de celle-ci, le peintre paysagiste Maximilien Mayeur (1840-1889).

## Publications
- Adrienne, nouvelle parue dans la Gazette des Salons, Journal de Musique, de Littérature et de Modes, 1er janvier 1836[4].
- Trois ans après [plaidoyer en faveur de la loi du divorce], Paris, L. Desessart et Cie, 1836.
- Régina, 2 volumes, Paris, L. Desessart et Cie, 1838[5].
- Marguerite Robert [ouvrage pour la jeunesse], Tours, A. Mame et Fils, 1851.
- La Providence des pauvres gens, texte publié sous le nom de Tullie Blum, dans le recueil Les Topazes. Légendes, Contes et Poésies, regroupées par Paul Lacroix dit le Bibliophile Jacob, 1868[6].